# Fredsförbundet
Fredsförbundet, Finlands fredsförbund (finska: Suomen rauhanliitto), är en finländsk fredsorganisation.
Den första organisationen med namnet Finlands fredsförbund grundades 1907 av folkskolläraren Aaku Mäki, men förbjöds 1913. Den nuvarande organisationen med detta namn grundades 1920 och är Finlands äldsta fortfarande verksamma fredsorganisation. Den är politiskt och religiöst obunden, och har syftet att uppnå internationell rättvisa, konfliktlösning utan bruk av våld samt nedrustning. Förbundets verksamhet har alltsedan starten vilat på de aktiva lokalföreningarnas arbete runt om i landet. I synnerhet finlandssvenskarna har bidragit med en aktiv insats. Av de nuvarande lokalavdelningarna i fredsförbundet är sju av tio svenskspråkiga (2004). Garantiföreningen för Finlands fredsförbund utger den svenskspråkiga medlemstidningen Fredsposten. Fredsförbundet arbetar som paraplyorganisation för flera finländska fredsorganisationer, till exempel De hundras kommitté, och är medlem i den 1891 grundade Internationella fredsbyrån i Bern.